# Théorie M
Pour une introduction plus accessible et moins technique, voir Introduction à la théorie M.
La théorie M est une théorie physique devant unifier les différentes versions de la théorie des supercordes. L'existence de cette théorie fut conjecturée par Edward Witten en 1995, lors d'un colloque sur la théorie des cordes à l'université du Sud de la Californie. Cette annonce engendra un tourbillon de nouvelles recherches, qu'on a appelé la « seconde révolution des supercordes ». Selon Witten le M de théorie M peut signifier magie, mystère ou membrane au choix, et le véritable sens ne s'imposera que quand la théorie sera formulée définitivement.
Auparavant les théoriciens des cordes avaient identifié cinq versions de la théorie des supercordes. Ces théories paraissaient très différentes mais on a montré ensuite qu'elles étaient liées de façon complexe. En particulier, des théories apparemment distinctes peuvent être échangées par des transformations mathématiques appelées dualité S (en) et dualité T. La conjecture de Witten se fonde en partie sur l'existence de ces dualités, mais aussi sur une relation entre la théorie des cordes et une théorie des champs appelée supergravité à onze dimensions. L'espace-cible de la théorie M a donc une dimension spatiale de plus que la dimension critique des différentes théories de supercordes.
La théorie M est loin d'être terminée et complète, mais on sait qu'elle devra décrire des objets à deux et cinq dimensions appelés branes, et se confondre à faible énergie avec la supergravité à onze dimensions. Les tentatives récentes de formulation de la théorie M se fondent en général sur le modèle matriciel BFSS (en) ou sur la correspondance AdS/CFT.
Les recherches sur la structure mathématique de la théorie M ont déjà engendré des résultats théoriques importants en physique et en mathématiques. De façon plus spéculative, la théorie M peut fournir le cadre d'une théorie unifiée de l'ensemble des forces fondamentales de la nature. La plupart des efforts visant à relier la théorie M aux données expérimentales se concentrent sur la compactification (en) des dimensions supplémentaires, afin de construire des modèles de notre monde à quatre dimensions.

## Contexte théorique

### La gravité quantique et les cordes
Un des problèmes les plus fondamentaux de la physique moderne est celui de la gravité quantique. Notre compréhension actuelle de la gravitation repose sur la relativité générale d'Einstein, qui est formulée dans le cadre de la physique classique. Au contraire les trois autres interactions fondamentales sont décrites dans le cadre de la mécanique quantique, une description des phénomènes physiques de nature probabiliste. Formuler une théorie quantique de la gravitation est indispensable afin de présenter les quatre interactions (et donc toute la physique) dans un cadre unique, mais de graves contradictions apparaissent quand on tente d'appliquer à la gravitation les prescriptions usuelles de la théorie quantique.
« La » théorie des cordes (il y en a plusieurs versions) est un cadre théorique qui tente de réconcilier la gravité et la mécanique quantique. Dans ce cadre les particules ponctuelles de la physique des particules sont remplacées par des objets unidimensionnels appelés cordes. La théorie des cordes décrit comment ces cordes se propagent à travers l'espace et interagissent les unes avec les autres. Dans une version donnée de la théorie des cordes il y a un seul type de corde, qui peut ressembler à une petite boucle ou à un segment, et elle peut vibrer de différentes manières. Sur des échelles de distance supérieures à la taille de la corde, une corde sera perçue et se comportera très exactement comme une particule ordinaire, avec sa masse, sa charge et toutes ses autres propriétés, qui sont déterminées par l'état de vibration de la corde. Ainsi les différentes particules élémentaires sont-elles finalement des cordes en train de vibrer. L'un des états vibratoires d'une corde correspond au graviton, la particule de la mécanique quantique qui porte la force gravitationnelle.

Les objets de base de la théorie des cordes sont des cordes ouvertes (segments) ou fermées (boucles).

Il existe cinq versions de la théorie des cordes : les types I, IIA, IIB, SO(32) et E8 × E8 (ces dernières sont les deux variantes de la théorie des cordes hétérotique). Ces différentes versions mettent en jeu différents types de cordes, et les particules de basse énergie qu'elles prédisent ne présentent pas les mêmes symétries. Par exemple la théorie de type I implique à la fois des cordes ouvertes (des segments munis de deux extrémités) et des cordes fermées (des boucles), tandis que les types IIA et IIB ne comprennent que des cordes fermées. Chacune des cinq théories des cordes s'avère être un cas-limite particulier de la théorie M. Comme ses cinq prédécesseurs c'est une théorie quantique de la gravitation, c.-à-d. qu'il y apparaît une force ressemblant en tous points à la force gravitationnelle et qui obéit aux règles de la mécanique quantique.

### Le nombre des dimensions
Notre vie quotidienne se passe dans un espace à trois dimensions (longueur, largeur, hauteur). La théorie de la relativité d'Einstein traite le temps comme une quatrième dimension à l'égal des trois dimensions spatiales. Comme un changement de référentiel n'implique pas l'espace et le temps indépendamment, on est amené à les regrouper en une seule entité, l'espace-temps à quatre dimensions. En relativité générale la gravitation devient une simple conséquence de la géométrie de cet espace-temps.

Exemple de compactification : à grande distance, une surface à deux dimensions de section circulaire ressemble à une courbe unidimensionnelle (sans épaisseur).

Bien que l'univers soit correctement décrit par l'espace-temps à quatre dimensions, les physiciens sont amenés à considérer des théories impliquant plus ou moins de dimensions, pour diverses raisons. Dans certains cas, modéliser l'espace-temps avec un nombre différent de dimensions permet à une théorie mathématique d'être plus abordable, c.-à-d. de conduire à des calculs plus commodes et donc d'en évaluer les conséquences plus facilement. Les théories à deux ou trois dimensions peuvent aussi se révéler utiles pour décrire les phénomènes de la physique de la matière condensée. Enfin, il existe des scénarios dans lesquels l'espace-temps comporterait effectivement plus de quatre dimensions mais les dimensions supplémentaires échapperaient à notre détection.
Un aspect capital de la théorie des cordes et de la théorie M est qu'elles exigent des dimensions supplémentaires pour des raisons de cohérence mathématique. Dans la théorie des cordes l'espace-temps est à dix dimensions, et à onze dans la théorie M. Pour que ces théories puissent décrire les phénomènes physiques réels, il faut donc imaginer des scénarios dans lesquels les dimensions supplémentaires ne peuvent pas être observées dans la pratique quotidienne.
La compactification est l'une des façons de modifier le nombre apparent des dimensions d'une théorie physique. Certaines des dimensions supplémentaires sont supposées se refermer sur elles-mêmes pour former des cercles. Si ces dimensions ainsi recroquevillées sont suffisamment petites, on obtient une théorie dans laquelle l'espace-temps a dans la pratique un nombre inférieur de dimensions. Pour le comprendre, on cite souvent l'exemple d'un tuyau d'arrosage : si on le regarde de suffisamment loin on dirait une courbe unidimensionnelle (avec une certaine longueur, mais sans épaisseur), mais si l'on s'en rapproche on découvre qu'il a une seconde dimension. Une fourmi rampant sur la surface du tuyau peut se déplacer dans les deux dimensions, sur de grandes distances le long du tuyau mais sur une très courte distance le long de sa circonférence.

### Les dualités

Dualités reliant les différentes théories des cordes et la théorie M : dualité S (flèches jaunes) et dualité T (flèches bleues). Ces dualités peuvent être combinées pour obtenir des équivalences entre les cinq théories et la théorie M.

En général on utilise le terme dualité quand deux systèmes physiques ou mathématiques apparemment très différents sont en fait équivalents parce que l'on peut passer de l'un à l'autre (et réciproquement) par une certaine transformation. Autrement dit, les théories duales sont deux approches différentes de la même réalité, deux descriptions mathématiquement différentes mais équivalentes des mêmes phénomènes physiques.
Les cinq théories des cordes qui constituent des cas-limites différents de la théorie M s'avèrent liées, mais d'une façon non triviale. L'une des relations, la dualité S, établit qu'un ensemble de particules en forte interaction mutuelle dans une théorie peut correspondre étroitement à un ensemble de particules faiblement interactives dans une autre théorie (grosso modo, des particules interagissent fortement si elles réagissent ou se décomposent fréquemment, et faiblement si elles le font rarement). La théorie de type I se révèle ainsi équivalente par dualité S à la théorie hétérotique SO(32), et la théorie de type IIB à elle-même.
La dualité T concerne les cordes qui se déplacent le long d'une des dimensions supplémentaires enroulées. Elle stipule qu'une corde qui se propage le long d'un cercle de rayon R dans une théorie est équivalente à une corde qui se propage le long d'un cercle de rayon 1/R dans une autre. L'équivalence établit un lien direct entre les caractéristiques observables d'une corde dans la première théorie et celles de la corde correspondante dans la seconde. Par exemple, une corde qui se déplace possède une certaine quantité de mouvement, et elle peut aussi s'enrouler autour du cercle une ou plusieurs fois : le nombre de tours est appelé indice. Si une corde a la quantité de mouvement (dédimensionnalisée) p et l'indice n dans une théorie, elle aura la quantité de mouvement n et l'indice p dans la théorie duale. Les théories de type IIA et IIB se révèlent ainsi équivalentes par dualité T, de même que les deux variantes SO(32) et E8 × E8 de la théorie des cordes hétérotique.

### La supersymétrie
Un autre concept important pour la théorie M est la supersymétrie. Il s'agit d'une relation mathématique entre bosons et fermions, les deux classes de particules élémentaires (grosso modo, les fermions sont les constituants de la matière tandis que les bosons sont les médiateurs des interactions entre particules). Dans les théories de supersymétrie chaque boson a un (super)symétrique ou superpartenaire qui est un fermion, et vice-versa. Lorsqu'on impose la supersymétrie on obtient automatiquement une théorie quantique qui inclut la gravité, qu'on appelle théorie de supergravité.
Une théorie des cordes qui intègre le concept de supersymétrie est appelée théorie des supercordes. Il en existe plusieurs versions, qui sont toutes absorbées dans le cadre de la théorie M. À suffisamment basse énergie les théories des supercordes se confondent avec la supergravité à dix dimensions d'espace-temps, et la théorie M avec la supergravité à onze dimensions.

### Les branes
Dans la théorie des cordes et les théories apparentées comme les théories de supergravité, une brane est un objet physique qui généralise la notion de particule ponctuelle (dimension zéro) à un nombre supérieur de dimensions spatiales : une particule ponctuelle est une 0-brane, une corde (unidimensionnelle) est une 1-brane, une membrane (bidimensionnelle) est une 2-brane, etc. : on peut considérer des objets à p dimensions, les p-branes. Compte tenu de la dimension temps, une p-brane balaye une portion d'espace-temps de dimension (p + 1). Les branes sont des objets dynamiques, qui évoluent en suivant les règles de la mécanique quantique. Elles peuvent avoir différents attributs tels que masse, charge, etc. Chaque champ que les physiciens étudient, comme le champ électromagnétique, existe « sur » une brane d'une certaine dimension. Le mot brane a été forgé à partir du mot membrane.
Dans la théorie des cordes, les objets fondamentaux qui donnent naissance aux particules élémentaires sont les cordes unidimensionnelles, des 1-branes. Mais bien que les phénomènes décrits par la théorie M soient encore mal compris, les physiciens savent déjà que cette théorie fait aussi intervenir des 2-branes et des 5-branes. Une part importante de la recherche actuelle sur la théorie M vise à mieux comprendre les propriétés de ces branes.

## Histoire et développement de la théorie M

### La théorie de Kaluza-Klein
Au début du XXe siècle plusieurs physiciens et mathématiciens, dont Albert Einstein et Hermann Minkowski, ont initié le recours à une géométrie à quatre dimensions pour décrire le monde physique. Ces efforts ont abouti à la théorie de la relativité générale d'Einstein, qui relie la gravitation à la géométrie de l'espace-temps à quatre dimensions.
Le succès de la relativité générale a suscité l'idée d'exploiter une géométrie de dimension supérieure pour expliquer d'autres forces que la gravitation. Theodor Kaluza a ainsi montré en 1919 qu'en se plaçant dans un espace-temps à cinq dimensions on pouvait unifier la gravitation et l'électromagnétisme. Cette approche fut ensuite améliorée par le physicien Oskar Klein, qui suggéra que la dimension supplémentaire proposée par Kaluza pourrait s'enrouler en un cercle d'un rayon de l'ordre de 10-30 cm.
Ni la théorie de Kaluza-Klein, ni les efforts ultérieurs d'Einstein visant à développer une théorie des champs unifiée, ne furent complètement couronnés de succès. La théorie de Kaluza-Klein prédisait une particule dont on n'a jamais pu prouver l'existence, et elle était également incapable de prédire correctement le rapport entre la masse de l'électron et sa charge. Le problème tient aussi au fait que ces théories furent élaborées pendant que d'autres physiciens commençaient à découvrir la mécanique quantique, qui allait se révéler très efficace pour décrire, non seulement des forces connues comme la force électromagnétique, mais aussi les nouvelles forces nucléaires qu'on allait découvrir au milieu du siècle. Il faudra presque cinquante ans pour que l'hypothèse de dimensions supplémentaires soit à nouveau prise au sérieux.

### Les premiers travaux sur la supergravité
Les années 1960 et 1970 sont considérées comme l'âge d'or de la relativité générale, avec de nouvelles perspectives suscitées par le développement de nouveaux concepts et outils mathématiques. Vers le milieu des années 1970 les physiciens commencèrent à élaborer des théories à plus de quatre dimensions qui combinaient la relativité générale et la supersymétrie, les théories de supergravité.

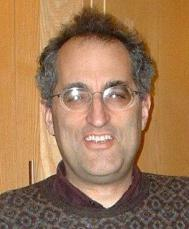
Dans les années 1980, Edward Witten participa à l'élaboration des théories de supergravité. En 1995 il présenta la théorie M, suscitant ce qu'on a appelé la seconde révolution des cordes

La relativité générale ne place pas de limite au nombre des dimensions possibles de l'espace-temps. Bien que la théorie soit généralement formulée à quatre dimensions, on peut écrire les mêmes équations du champ gravitationnel avec n'importe quel nombre de dimensions. La supergravité est plus restrictive car elle impose une limite supérieure : Werner Nahm (en) a montré en 1978 que pour formuler une théorie supersymétrique cohérente le nombre des dimensions de l'espace-temps ne pouvait pas dépasser onze. La même année Eugène Cremmer, Bernard Julia et Joël Scherk, de l'École normale supérieure, montraient que non seulement la supergravité autorise jusqu'à onze dimensions, mais qu'en fait elle est particulièrement élégante avec ce nombre maximal de dimensions,.
De nombreux physiciens espéraient qu'en compactifiant la supergravité à onze dimensions on pourrait construire des modèles réalistes de notre monde à quatre dimensions, l'espoir étant de fournir une description unifiée des quatre forces fondamentales de la nature (l'électromagnétisme, l'interaction forte, l'interaction faible et la gravitation). Mais l'intérêt pour la supergravité à onze dimensions déclina rapidement après qu'on eut découvert diverses failles dans cette construction. L'un des problèmes notables était que les lois de la physique font la distinction entre deux images dans un miroir (un phénomène connu sous le nom de chiralité), alors qu'Edward Witten et d'autres ont montré que cette propriété de chiralité ne peut pas être obtenue en compactifiant de onze à quatre dimensions.
Lors de la première révolution des cordes en 1984, de nombreux physiciens se sont tournés vers la théorie des cordes en tant que théorie unifiée de la physique des particules et de la gravité quantique. Contrairement à la théorie de supergravité, la théorie des cordes pouvait s'accommoder de la chiralité du modèle standard, et elle donnait une théorie de la gravitation compatible avec les effets quantiques. Une autre caractéristique alléchante pour de nombreux physiciens des années 1980 et 1990 était l'autosuffisance de la théorie des cordes : alors que l'approche traditionnelle de la physique des particules peut accepter n'importe quel ensemble de particules élémentaires caractérisé par un lagrangien arbitraire, la latitude offerte par la théorie des cordes est beaucoup plus limitée. Dans les années 1990 on a pu démontrer qu'il n'y avait que cinq versions supersymétriques cohérentes de la théorie des cordes.

### Les relations entre les cinq théories des cordes
Bien qu'il n'y eût qu'une poignée de théories cohérentes des supercordes, on pouvait se demander pourquoi il n'y en avait pas qu'une. Mais quand les physiciens ont commencé à examiner ces théories de plus près, ils se sont rendu compte qu'elles n'étaient pas indépendantes mais liées d'une manière complexe.
À la fin des années 1970, Claus Montonen et David Olive énoncèrent une propriété singulière de certaines théories physiques, et notamment de la théorie de Yang-Mills supersymétrique {\displaystyle \color {Red}{\mathcal {N}}=4} (en) (ou théorie SYM). Dans cette théorie, qui décrit des particules assimilables aux quarks et aux gluons (les composants élémentaires du noyau atomique), l'intensité des interactions entre particules est caractérisée par un nombre appelé constante de couplage. Montonen et Olive montrent que la théorie SYM avec la constante de couplage g est strictement équivalente à la théorie SYM avec la constante de couplage 1/g. En d'autres termes, un ensemble de particules interagissant fortement (grande constante de couplage) a une description équivalente à celle d'un ensemble interagissant faiblement (petite constante de couplage), et vice versa. Cette relation est aujourd'hui connue sous le nom de dualité de Montonen-Olive (en).
Dans les années 1990 la dualité de Montonen-Olive fut généralisée, donnant naissance à la dualité S qui relie plusieurs théories des cordes. Ashoke Sen, notamment, étudia cette dualité dans le contexte des cordes hétérotiques à quatre dimensions,. Chris Hull et Paul Townsend (en) montrèrent de même que la théorie des cordes de type IIB avec une grande constante de couplage était équivalente, par dualité S, à la même théorie avec une petite constante. On montra aussi que plusieurs théories des cordes étaient reliées d'une autre manière, par dualité T. Cette relation rend équivalentes des cordes se propageant dans des géométries d'espace-temps complètement différentes.

### Les membranes et les 5-branes
La théorie des cordes prolonge la physique des particules ordinaire en élevant les particules ponctuelles (de dimension zéro) au statut d'objets unidimensionnels (les cordes). À la fin des années 1980 il apparut naturel de tenter d'autres extensions, où les particules seraient remplacées par des supermembranes (en) à deux dimensions ou même par des objets à un nombre quelconque de dimensions, appelés branes. Ce genre d'objets avait été étudié dès 1962 par Paul Dirac, puis réexaminé dans les années 1980 par un groupe de physiciens restreint mais enthousiaste.
La supersymétrie restreint sévèrement le nombre possible des dimensions d'une brane. En 1987 Eric Bergshoeff, Ergin Sezgin et Paul Townsend ont montré que la supergravité à onze dimensions implique des branes à deux dimensions, ou 2-branes. Intuitivement, ces objets ressemblent à des feuilles ou des membranes se propageant à travers les onze dimensions de l'espace-temps. Peu de temps après cette découverte Michael Duff, Paul Howe, Takeo Inami et Kellogg Stelle étudièrent une compactification particulière de la supergravité à onze dimensions, dans laquelle l'une des dimensions est recroquevillée en un cercle. Dans ce cadre on peut imaginer que la membrane est enroulée autour de la dimension circulaire : si le rayon du cercle est suffisamment petit, la membrane est comparable à une corde dans un espace-temps à dix dimensions. Plus précisément, cette construction reproduit exactement les cordes de la théorie des supercordes de type IIA.
En 1990 Andrew Strominger publia un résultat similaire suggérant que les cordes en forte interaction dans un espace-temps à dix dimensions pouvaient avoir une description équivalente en termes de branes à cinq dimensions (ou 5-branes) en faible interaction. À l'époque on était incapable de le prouver, pour deux raisons. D'une part la dualité de Montonen-Olive n'était pas encore démontrée, ce qui rendait la conjecture de Strominger d'autant plus fragile. D'autre part les propriétés quantiques des 5-branes posaient de nombreuses difficultés d'ordre technique. Le premier problème fut résolu en 1993 quand Ashoke Sen établit que certaines théories physiques requièrent l'existence d'objets portant à la fois une charge électrique et une charge magnétique, ce que Montonen et Olive avaient justement prédit.
En dépit de ces progrès la relation entre cordes et 5-branes restait hypothétique car les théoriciens restaient incapables de quantifier les branes. À partir de 1991 une équipe de chercheurs dont Michael Duff, Ramzi Khoury, Jianxin Lu et Ruben Minassian, étudia une compactification particulière dans laquelle ce sont quatre des dix dimensions qui se recroquevillent. Alors une brane à cinq dimensions enroulée autour de chacune de ces quatre dimensions compactes se comporte comme une corde (unidimensionnelle). De cette façon la relation supposée entre cordes et 5-branes se ramenait à une relation entre cordes et cordes, problème qu'on savait aborder à l'aide des techniques de calcul déjà établies.

### La seconde révolution des supercordes

Illustration schématique de la relation entre la théorie M, les cinq théories des supercordes, et la supergravité à onze dimensions. La région grisée représente les scénarios physiques possibles dans la théorie M. Dans les cas-limites correspondant aux points de rebroussement, il est naturel de décrire la physique avec l'une des six théories indiquées.

Lors de la conférence sur la théorie des cordes à l'université du Sud de la Californie en 1995, Edward Witten de l'Institute for Advanced Study fit la suggestion surprenante que les cinq théories des supercordes étaient tout simplement des cas-limites d'une seule et même théorie dans un espace-temps à onze dimensions. L'annonce de Witten rassemblait en un cadre unique les résultats antérieurs sur les dualités S et T ainsi que l'émergence des 2- et 5-branes. Dans les mois qui suivirent des centaines d'articles apparurent sur Internet, confirmant que la nouvelle théorie impliquait les membranes de façon cruciale. Cette soudaine rafale de travaux de recherche est aujourd'hui connue sous le nom de seconde révolution des (super)cordes.
Parmi ces développements on peut noter le travail de Hořava (en) et Witten en 1996, : étudiant la théorie M dans un espace-temps particulier muni de deux frontières de dimension 10, ils clarifiaient la structure mathématique de la théorie M et suggéraient des pistes pour raccorder la théorie M à la physique du monde réel.

### LeMdeThéorie M
Au départ on a pu penser que la nouvelle théorie était fondamentalement une théorie des membranes, mais Witten lui-même n'était pas convaincu de leur importance. Hořava et Witten écrivent en 1996 :

« La théorie à onze dimensions a été considérée comme une théorie des supermembranes, mais il y a des raisons de douter de cette interprétation. Plus prudemment nous l'appellerons théorie M, l'avenir nous dira quel est le lien réel entre ce M et les membranes. »

En attendant de comprendre la véritable signification et la structure de la théorie M, Witten a suggéré que M signifie provisoirement magique, mystérieuse ou des membranes, au choix, et qu'on décidera du sens exact du nom quand une formulation plus fondamentale de la théorie sera établie. Une autre interprétation pourrait être mère ou matrice puisque cette théorie prétend unifier les différentes formulations mathématiques d'une même théorie. Certains y voient le W de Witten à l'envers. Quelques cyniques disent même que Théorie M correspond davantage à Théorie manquante, ou mystique, voire murky (trouble, boueuse).

## Théorie des matrices

### Le modèle matriciel BFSS
Une matrice est un tableau rectangulaire rassemblant des nombres ou d'autres données. En physique théorique un modèle matriciel (en) est une théorie physique dont la formulation mathématique implique la notion de matrice de façon cruciale. Un modèle matriciel décrit typiquement comment un ensemble de matrices évolue dans le temps en suivant les règles de la mécanique quantique,.
Un exemple important de modèle matriciel est le modèle BFSS proposé par Tom Banks, Willy Fischler (en), Stephen Shenker (en) et Leonard Susskind en 1997, qui décrit le comportement d'un ensemble de neuf grandes matrices. À suffisamment basse énergie le modèle devient équivalent à la supergravité à onze dimensions, ce qui conduit ses auteurs à présumer qu'il est exactement équivalent à la théorie M. Le modèle BFSS peut alors servir de prototype pour formuler la théorie M, et d'outil pour en étudier les propriétés dans un cadre relativement simple.

### La géométrie non commutative
En géométrie il est souvent utile d'introduire des coordonnées. Dans le plan euclidien, par exemple, on définit les coordonnées x et y d'un point comme étant ses distances à une paire d'axes. En géométrie ordinaire les coordonnées sont des nombres, ces nombres peuvent être multipliés, et leur produit (le résultat de la multiplication) ne dépend pas de l'ordre dans lequel est effectuée la multiplication : x y = y x. On dit que la multiplication est commutative, et la relation entre la géométrie et l'algèbre commutative est le point de départ d'une grande partie de la géométrie moderne.
La géométrie non commutative est une branche des mathématiques qui tente de généraliser cette situation. Plutôt que de travailler avec des nombres ordinaires on considère d'autres objets, par exemple les matrices, dont la multiplication n'est pas commutative (les produits x y et y x ne sont pas nécessairement égaux). Ces objets non commutatifs servent de coordonnées à une notion généralisée de l'espace, et l'on démontre des théorèmes concernant ces espaces généralisés en exploitant l'analogie avec la géométrie ordinaire.
Alain Connes, Michael Douglas (en) et Albert Schwarz (en) ont montré en 1998 que certains aspects des modèles matriciels et de la théorie M sont décrits par une théorie quantique des champs non commutative, dans laquelle les coordonnées spatio-temporelles ne sont pas commutatives. Ces résultats établissaient un lien entre les modèles matriciels et la théorie M d'une part, et la géométrie non commutative d'autre part. Ils ont rapidement conduit à découvrir d'autres liens importants entre la géométrie non commutative et diverses théories physiques,.

## Correspondance AdS/CFT

### Présentation
L'application de la mécanique quantique à des objets physiques tels que le champ électromagnétique, qui s'étendent à travers l'espace et le temps, est connue sous le nom de théorie quantique des champs. En physique des particules les différentes variantes de la théorie quantique des champs forment la base de notre compréhension des particules élémentaires, que l'on modélise comme une forme d'excitation des champs fondamentaux. La théorie quantique des champs est aussi beaucoup utilisée en physique de la matière condensée pour modéliser des objets qui se comportent comme des particules, les quasiparticules.

Pavage du plan hyperbolique par des triangles et des carrés.

L'une des façons de formuler la théorie M et d'en étudier les propriétés découle de la correspondance introduite par Juan Maldacena fin 1997, entre l'espace anti de Sitter et la théorie conforme des champs. Ce résultat théorique implique que la théorie M est équivalente dans certains cas à une théorie quantique des champs. En plus d'éclairer la structure mathématique de la théorie des cordes et de la théorie M, la correspondance AdS/CFT aide à comprendre de nombreux aspects de la théorie quantique des champs dans des conditions où les techniques de calcul traditionnelles sont inefficaces.
Dans la correspondance AdS/CFT la géométrie de l'espace-temps est décrite à l'aide d'une solution de l'équation d'Einstein appelée espace anti de Sitter. L'espace anti de Sitter est un modèle mathématique de l'espace-temps, supposé vide de matière, dans lequel la distance entre points (la métrique) est définie différemment de la distance familière en géométrie euclidienne. Il est étroitement lié à l'espace hyperbolique, qui lui-même peut être assimilé à un disque (ci-contre). La figure montre le pavage d'un disque par des triangles et des carrés. On peut définir la distance entre points du disque de telle manière que les triangles et les carrés aient tous la même taille, la limite extérieure circulaire étant ainsi repoussée à distance infinie d'un point quelconque de l'intérieur du disque.

Version tridimensionnelle de l'espace anti de Sitter, un empilement de disques hyperboliques dont chacun représente l'état de l'univers à un moment donné. Les théories de gravité quantique comme la théorie M peuvent se discuter dans un tel espace-temps.

Maintenant, imaginons une pile de disques hyperboliques où chaque disque représente l'état de l'univers à un instant donné. L'objet géométrique obtenu est l'espace anti-de Sitter de dimension trois. Il ressemble à un cylindre dont chaque section serait un exemplaire du disque hyperbolique. Le temps s'exprime le long de la direction verticale de la figure. La surface du cylindre joue un rôle important dans la correspondance AdS/CFT. Comme pour le plan hyperbolique, l'espace anti de Sitter est courbé de telle sorte que tout point à l'intérieur est en réalité infiniment loin de la surface.
Cette construction décrit un univers hypothétique qui n'aurait que deux dimensions d'espace (et une dimension de temps), mais on peut la généraliser à un nombre quelconque de dimensions. En effet, l'espace hyperbolique peut avoir plus de deux dimensions et l'on peut tout aussi bien en empiler des copies le long de l'axe des temps.
Un aspect important de l'espace anti de Sitter est sa frontière (une surface cylindrique dans le cas de l'espace anti-de Sitter à trois dimensions). Une propriété intéressante de cette frontière est qu'au voisinage d'un de ses points elle est assimilable à un espace de Minkowski, le modèle d'espace-temps qu'on utilise en physique non gravitationnelle. On peut donc envisager une théorie auxiliaire dans laquelle l'espace-temps est la frontière d'un espace anti de Sitter. Cette observation est le point de départ de la correspondance AdS/CFT, qui considère la frontière d'un espace anti de Sitter comme l'espace-temps d'une théorie quantique des champs. L'idée est que cette théorie quantique des champs est équivalente à la théorie de la gravitation dans l'espace anti de Sitter correspondant, en ce sens qu'il existe un « dictionnaire » permettant de traduire les entités et les calculs d'une théorie dans l'autre et réciproquement. Une particule unique dans la théorie de la gravitation peut par exemple correspondre à un ensemble de particules dans la théorie quantique des champs correspondante. Les prévisions des deux théories sont de plus identiques quantitativement : si deux particules ont une probabilité de 40 % d'entrer en collision dans la théorie de la gravitation, les ensembles correspondants dans la théorie quantique des champs ont aussi 40 % de chance d'entrer en collision.

### La théorie des champs superconforme (2,0) 6D
L'une des applications de la correspondance AdS/CFT indique que la théorie M dans l'espace produit AdS7 × S4 est équivalente à la théorie dite (2,0) sur sa frontière. La mention « (2,0) » fait référence au type particulier de supersymétrie qui apparaît dans la théorie. Dans cet exemple l'espace-temps dans lequel s'exprime la théorie de la gravitation est « en pratique » un espace anti de Sitter à sept dimensions (d'où la notation AdS7) mais il y a quatre dimensions supplémentaires compactes (d'où le facteur S4, qui représente la sphère de dimension 4). Dans le monde que nous connaissons l'espace-temps est à seulement quatre dimensions étendues et non sept, donc cette version de la correspondance AdS/CFT ne fournit pas un modèle réaliste de la gravitation. La théorie duale n'est pas satisfaisante non plus puisqu'elle décrit un monde qui aurait six dimensions étendues.

La théorie des champs superconforme (2,0) à six dimensions a servi à comprendre les résultats de la théorie des nœuds.

La théorie (2,0) s'est néanmoins révélée importante pour l'étude des propriétés générales des théories quantiques des champs. Cette théorie combine en effet diverses théories des champs d'un grand intérêt mathématique, et elle fait apparaître de nouvelles dualités qui les relient. Luis Alday, Davide Gaiotto et Yuji Tachikawa ont par exemple montré qu'en compactifiant cette théorie sur une surface on obtenait une théorie quantique des champs à quatre dimensions, et l'on connaît une dualité, la correspondance AGT (en), qui la relie à certains concepts physiques associés à la surface elle-même. Ces idées ont ensuite été étendues à l'étude des théories obtenues en compactifiant jusqu'à trois dimensions.
En plus de ses applications à la théorie quantique des champs, la théorie (2,0) a engendré d'importants résultats dans le domaine des mathématiques pures. Witten a ainsi utilisé la théorie (2,0) pour donner une explication physique d'une conjecture mathématique appelée Correspondance de Langlands géométrique, une reformulation géométrique de la correspondance de Langlands classique de la théorie des nombres. Il a ensuite montré que la théorie (2,0) permettait de comprendre un concept mathématique appelé homologie de Khovanov (en). Développée par Mikhaïl Khovanov vers 2000, cette homologie fournit un outil utile en théorie des nœuds, la branche des mathématiques qui étudie et classifie les différentes formes de nœuds. La théorie (2,0) a trouvé une autre application mathématique avec le travail de Davide Gaiotto, Greg Moore et Andrew Neitzke, qui ont employé des idées physiques pour dériver de nouveaux résultats en géométrie hyperkählérienne (en).

### La théorie des champs superconforme ABJM
La correspondance AdS/CFT a aussi été appliquée à l'équivalence entre la théorie M dans l'espace produit AdS4 × S7 et la théorie quantique des champs à trois dimensions dite théorie des champs superconforme ABJM (en). Dans cette version de la correspondance, sept des onze dimensions de la théorie M sont compactes, laissant quatre dimensions étendues. L'espace-temps de notre univers étant à quatre dimensions, cette version de la correspondance fournit une description plus réaliste de la gravitation.
La théorie ABJM apparaissant dans cette version de la correspondance est d'ailleurs intéressante pour d'autres raisons. Introduite par Aharony, Bergman, Jafferis et Maldacena, elle est étroitement liée à une autre théorie quantique des champs, la théorie de Chern-Simons, que Witten avait popularisée à la fin des années 1980 en raison de ses applications à la théorie des nœuds. La théorie ABJM sert aussi de modèle simplifié, semi-réaliste, pour résoudre certains problèmes en physique de la matière condensée.

## Phénoménologie

### Présentation

Coupe bidimensionnelle du Calabi-Yau à cinq dimensions.

En plus d'être une idée d'un grand intérêt théorique, la théorie M fournit un cadre pour construire des modèles du monde réel combinant la relativité générale avec le modèle standard de la physique des particules. La phénoménologie en physique des particules (en) a pour objet de construire des modèles réalistes de la nature à partir d'idées théoriques plus abstraites. La phénoménologie en théorie des cordes (en) tente de construire des modèles réalistes de la physique des particules fondés sur les cordes et la théorie M.
Ces modèles sont typiquement basés sur l'idée de compactification. Partant de l'espace-temps à dix ou onze dimensions de la théorie des cordes ou de la théorie M, on postule une forme particulière pour les dimensions supplémentaires. En la choisissant de manière appropriée on peut construire des modèles plus ou moins semblables au modèle standard de la physique des particules, mais qui prévoient l'existence de particules supplémentaires encore inconnues. Une façon de faire répandue consiste à partir de la théorie hétérotique à dix dimensions et à supposer que les six dimensions supplémentaires de l'espace-temps constituent une variété de Calabi-Yau (un Calabi-Yau, plus simplement) de dimension six. Il s'agit d'un objet géométrique un peu spécial, nommé d'après les mathématiciens Eugenio Calabi et Shing-Tung Yau. Les Calabi-Yau offrent différentes façons d'extraire une physique réaliste de la théorie des cordes. Il existe aussi d'autres méthodes basées sur la théorie M, mais relativement similaires.
Il n'existe pour l'instant aucune preuve expérimentale qui permette d'affirmer que l'un de ces modèles est une description fondamentalement correcte de la nature, en partie à cause des difficultés théoriques et mathématiques, et en partie à cause des très hautes énergies qu'il faudrait atteindre pour mener à bien les vérifications expérimentales. C'est pourquoi certains physiciens théoriciens critiquent cette approche de l'unification et remettent en question la poursuite des recherches sur ces problèmes.

### La compactification des variétésG2
Dans une des approches de la phénoménologie de la théorie M on admet que les sept dimensions supplémentaires de la théorie M prennent la forme d'une variété G2 (en), un objet géométrique de dimension sept construit par le mathématicien Dominic Joyce de l'université d'Oxford. Les variétés G2 sont encore mal comprises au plan mathématique, ce qui empêche les physiciens de développer pleinement cette approche.
Les physiciens et les mathématiciens considèrent souvent, par exemple, que l'espace possède une propriété mathématique appelée régularité, mais on ne peut pas conserver cette propriété dans le cas d'une variété G2 si l'on veut retrouver la physique de notre monde à quatre dimensions. Un autre problème est que les variétés G2 ne sont pas ce qu'on appelle des variétés complexes, ce qui empêche d'utiliser les outils de l'analyse complexe. Beaucoup de questions restent non résolues, concernant l'existence, l'unicité, et d'autres propriétés mathématiques des variétés G2, et l'on ne dispose pas non plus de méthode systématique pour en générer toutes les différentes sortes.

### La théorie M hétérotique
Compte tenu des difficultés présentées par les variétés G2, la plupart des tentatives visant à construire des théories physiques réalistes basées sur la théorie M ont adopté une approche plus indirecte pour compactifier l'espace-temps à onze dimensions. La théorie M hétérotique, initiée par Witten, Hořava, Burt Ovrut (en) et d'autres, constitue l'une de ces tentatives. Dans cette approche on imagine que l'une des onze dimensions de la théorie M est enroulée en un cercle : si ce cercle est extrêmement petit, l'espace-temps n'a plus en pratique que dix dimensions. On suppose alors que six de ces dix dimensions forment une variété de Calabi-Yau : si ce Calabi-Yau est également très petit, on se retrouve avec une théorie à quatre dimensions.
La théorie M hétérotique a été utilisée pour construire des modèles de cosmologie branaire, dans lesquels l'univers observable est située « sur » une brane à l'intérieur d'un espace de dimension supérieure. Elle a notamment donné naissance à des théories alternatives de l'univers primitif, qui ne reposent pas sur la théorie de l'inflation cosmique.